# Maxime Moisand
 (mars 2022).
Maxime Moisand, né le 11 juin 1990 à Saint-Martin-d’Hères dans le département de l'Isère en France, est un joueur professionnel de hockey sur glace qui évolue au poste de défenseur.

## Carrière

### Carrière en club
Il découvre le hockey sur glace grâce à des amis de sa famille. Il se passionne pour ce sport et intègre le Grenoble Métropole Hockey 38 à l'âge de quatre ans et demi. Étant l'un des seuls enfants à revenir défendre, il se trouve une vocation pour cette position. À partir de 2005-2006, il joue avec l'équipe des moins de 18 ans (U18) du club puis rejoint également celle des moins de 22 ans (U22) à compter de la saison suivante. Lors de l'exercice 2007-2008, il assume les responsabilités de capitaine-assistant avec l'effectif U18 et inscrit vingt-et-un points en seize parties, le classant quatrième de son équipe derrière les attaquants Raphaël Papa, Elie Raibon et Nicolas Arrossamena.
En 2008-2009, tout en continuant de jouer pour les U22, il intègre l'équipe professionnelle du club, les Brûleurs de loups, prenant part à trente rencontres de Ligue Magnus. Cette saison-là, le club isérois remporte le Match des Champions, la Coupe de la Ligue, la Coupe de France et le championnat.
La saison suivante, Moisand et les grenoblois débutent en conservant le Trophée Jacques Lacarrière lors du Match des Champions face aux Diables Rouges de Briançon. Ils échouent en finale de la Coupe de la Ligue contre les Dragons de Rouen et terminent derniers de la Super finale de la Coupe continentale jouée à domicile à la Patinoire Pôle Sud. Avec les U22, Moisand finit l'année avec un titre en remportant le championnat de France des moins de 22 ans.
En 2010-2011, les Brûleurs reconquièrent la Coupe de la Ligue. Non reconduit par le club, Moisand quitte la France et signe avec le Odense Ishockey Klub de l'AL-Bank ligaen, l'élite danoise. Deuxième de la saison régulière 2011-2012, les Bulldogs, surnom de l'équipe, atteignent la finale, menant le Herning Blue Fox trois victoires à une avant de finalement s'incliner en sept parties.
Pour la saison 2013-2014, Moisand signe avec le HK Astana du Championnat du Kazakhstan.
Il met un terme à sa carrière en 2022.

### Carrière internationale
En 2008, Moisand dispute avec l'équipe de France la Division II, Groupe A du championnat du monde des moins de 18 ans que les jeunes français remportent. Lors des deux saisons qui suivent, il joue avec la sélection junior, celle-ci évoluant en Division I. En 2009, les Bleuets terminent troisièmes du Groupe A avant d'être relégués à l'échelon inférieure lors de l'édition suivante.
À partir de l'été 2010, il intègre l'effectif senior. Le 18 décembre 2010, il inscrit son premier but international face à l'Italie.
En 2011, il est retenu pour le championnat du monde en Slovaquie. Il dispute quatre des six rencontres des français, manquant les deux autres en raison d'une blessure aux adducteurs. La France termine douzième de l'événement, confirmant leur place dans l'élite mondial. Il est de nouveau appelé pour le Championnat du monde de hockey sur glace 2012 en Finlande et Suède. Il joue quatre des sept parties de la France, celle-ci se classant neuvième du championnat.

## Statistiques
| Saison    | Équipe                        | Ligue          |    | Saison régulière | Saison régulière | Saison régulière | Saison régulière | Saison régulière |   | Séries éliminatoires | Séries éliminatoires | Séries éliminatoires | Séries éliminatoires | Séries éliminatoires |
| Saison    | Équipe                        | Ligue          | PJ | B                | A                | Pts              | Pun              | PJ               | B | A                    | Pts                  | Pun                  |                      |                      |
| 2005-2006 | Grenoble U18                  | France U18     | 5  | 0                | 0                | 0                | 0                | -                | - | -                    | -                    | -                    |                      |                      |
| 2006-2007 | Grenoble U18                  | France U18     | 13 | 2                | 6                | 8                | 10               | 1                | 0 | 0                    | 0                    | 2                    |                      |                      |
| 2006-2007 | Grenoble U22                  | France U22     | 6  | 0                | 4                | 4                | 2                | -                | - | -                    | -                    | -                    |                      |                      |
| 2007-2008 | Grenoble U18                  | France U18     | 16 | 6                | 15               | 21               | 42               | -                | - | -                    | -                    | -                    |                      |                      |
| 2007-2008 | Grenoble U22                  | France U22     | 8  | 2                | 0                | 2                | 8                | 2                | 0 | 1                    | 1                    | 0                    |                      |                      |
| 2008-2009 | Brûleurs de loups de Grenoble | Ligue Magnus   | 19 | 1                | 0                | 1                | 2                | 11               | 0 | 0                    | 0                    | 0                    |                      |                      |
| 2008-2009 | Grenoble U22                  | France U22     | 14 | 2                | 6                | 8                | 26               | 2                | 0 | 2                    | 2                    | 2                    |                      |                      |
| 2009-2010 | Brûleurs de loups de Grenoble | Ligue Magnus   | 18 | 0                | 2                | 2                | 6                | 9                | 0 | 1                    | 1                    | 4                    |                      |                      |
| 2009-2010 | Grenoble U22                  | France U22     | 9  | 1                | 5                | 6                | 6                | 4                | 1 | 1                    | 2                    | 38                   |                      |                      |
| 2010-2011 | Brûleurs de loups de Grenoble | Ligue Magnus   | 16 | 1                | 3                | 4                | 4                | 2                | 0 | 0                    | 0                    | 0                    |                      |                      |
| 2010-2011 | Grenoble U22                  | France U22     | 4  | 1                | 4                | 5                | 6                | 2                | 0 | 2                    | 2                    | 2                    |                      |                      |
| 2011-2012 | Odense IK                     | AL-Bank ligaen | 38 | 3                | 6                | 9                | 34               | 8                | 0 | 0                    | 0                    | 4                    |                      |                      |
| 2012-2013 | Odense IK                     | AL-Bank ligaen | 38 | 0                | 2                | 2                | 0                | 14               | 0 | 3                    | 3                    | 4                    |                      |                      |
| 2013-2014 | HK Astana                     | Kazakhstan     | 11 | 1                | 1                | 2                | 0                | -                | - | -                    | -                    | -                    |                      |                      |
| 2013-2014 | AS Renon                      | Serie A        | 6  | 1                | 2                | 3                | 0                | 17               | 2 | 1                    | 3                    | 0                    |                      |                      |
| 2014-2015 | Gamyo Épinal                  | Ligue Magnus   | 25 | 2                | 6                | 8                | 6                | 23               | 4 | 13                   | 17                   | 26                   |                      |                      |
| 2015-2016 | Gamyo Épinal                  | Ligue Magnus   | 24 | 6                | 12               | 18               | 35               | 12               | 1 | 5                    | 6                    | 2                    |                      |                      |
| 2016-2017 | Boxers de Bordeaux            | Ligue Magnus   | 41 | 3                | 12               | 15               | 6                | 11               | 0 | 4                    | 4                    | 4                    |                      |                      |
| 2017-2018 | Boxers de Bordeaux            | Ligue Magnus   | 44 | 0                | 19               | 19               | 16               | 11               | 0 | 1                    | 1                    | 4                    |                      |                      |
| 2018-2019 | Boxers de Bordeaux            | Ligue Magnus   | 39 | 0                | 8                | 8                | 10               | 7                | 0 | 2                    | 2                    | 4                    |                      |                      |
| 2019-2020 | Boxers de Bordeaux            | Ligue Magnus   | 40 | 0                | 11               | 11               | 30               | 4                | 0 | 1                    | 1                    | 0                    |                      |                      |
| 2020-2021 | Boxers de Bordeaux            | Ligue Magnus   | 23 | 2                | 5                | 7                | 6                | -                | - | -                    | -                    | -                    |                      |                      |
| 2021-2022 | Boxers de Bordeaux            | Ligue Magnus   | 43 | 2                | 3                | 5                | 8                | 4                | 0 | 0                    | 0                    | 0                    |                      |                      |

| Année | Équipe     | Compétition                             |   | PJ | B | A | Pts | Pun          |  | Résultat |
| 2008  | France U18 | Championnat du monde moins de 18 ans D2 | 5 | 0  | 5 | 5 | 2   | 1er groupe A |  |          |
| 2009  | France U20 | Championnat du monde junior D1          | 5 | 0  | 3 | 3 | 0   | 3e groupe A  |  |          |
| 2010  | France U20 | Championnat du monde junior D1          | 5 | 0  | 1 | 1 | 0   | 6e groupe A  |  |          |
| 2011  | France     | Championnat du monde                    | 4 | 0  | 0 | 0 | 0   | Douzième     |  |          |
| 2012  | France     | Championnat du monde                    | 4 | 0  | 0 | 0 | 0   | Neuvième     |  |          |
| 2013  | France     | Championnat du monde                    | 7 | 0  | 0 | 0 | 0   | Treizième    |  |          |
| 2016  | France     | Championnat du monde                    | 5 | 0  | 1 | 1 | 0   | Quatorzième  |  |          |

## Trophées et honneurs personnels
- 2008-2009 :
  - Match des Champions avec les Brûleurs de loups de Grenoble
  - Coupe de la Ligue avec les Brûleurs de loups de Grenoble
  - Coupe de France avec les Brûleurs de loups de Grenoble
  - Championnat de France avec les Brûleurs de loups de Grenoble
- 2009-2010 : 
  - Match des Champions avec les Brûleurs de loups de Grenoble
  - Championnat de France des moins de 22 ans avec le Grenoble Métropole Hockey 38
- 2010-2011 : Coupe de la Ligue avec les Brûleurs de loups de Grenoble
- 2013-2014 : Championnat d'Italie avec le AS Renon